# Diarmait mac Maíl na mBó
Diarmait mac Maíl na mBó (Ferns, condado de Wexford - Odba, condado de Meath, 7 de fevereiro de 1072) foi Rei de Leinster, e também Grande Rei da Irlanda (com oposição).
Foi um dos reis mais importantes e significativos da Irlanda na Era pré-normanda. Sua influência se estendeu para além da ilha da Irlanda chegando até as Hébridas, a Ilha de Man e até mesmo a Inglaterra.

## Antecedentes
Diarmait pertenceu aos Uí Ceinnselaig, uma dinastia do sudeste de Leinster centrada em torno de Ferns. Seu pai, Donnchad mac Diarmata, mais comumente conhecido pelo epíteto Máel na mBó, que deu origem ao patronímico Diarmait. O último dos antepassados de Diarmait considerado rei de todo o Leinster foi Crimthann mac Énnai, cuja morte é situada no final do século V, mas seus ancestrais, mais recentemente, seu bisavô Domnall mac Cellaig (morto em 974), foi um dos reis dos Uí Ceinnselaig. A mãe de Diarmait era Aife, filha de Gilla Pátraic mac Donnchada, rei de Osraige. Tinha pelo menos um irmão chamado Domnall cujo filho Donnchad mac Domnaill Remair foi mais tarde rei de Leinster.
Os Uí Ceinnselaig foram proeminentes em tempos anteriores, mas seu poder foi quebrado na batalha de Áth Senaig em 738. A dinastia rival dos Uí Dúnlainge, situada no norte de Leinster, perto de Naas e Kildare, que também contava com o apoio dos poderosos reis de Mide, da dianstia Clann Cholmáin, dominaram Leinster até o tempo de Brian Bóruma. O declínio dos Clann Cholmáin, e a derrota infligida aos Uí Dúnlainge, comandada por Máel Morda mac Murchada, na batalha de Clontarf em 1014, mudou o cenário político a favor dos Uí Ceinnselaig mais uma vez.
O retorno dos viquingues à Irlanda no início do século X trouxe consigo a fundação de novas cidades no litoral. As cidades, centros de comércio e produção, dariam poder político significativo para aqueles que pudessem controlar suas riquezas. Os reis de Leinster estavam em uma posição particularmente vantajosa para explorar essa nova riqueza uma vez que três das cinco principais cidades localizavam-se dentro ou perto do território de Leinster. Em Leinster propriamente dita, na região sudeste dominada pelos Uí Ceinnselaig, situava-se Wexford. A oeste desta, no pequeno reino de Osraige, que havia sido anexado a Leinster desde o final do século X, estava Waterford. Finalmente, a cidade viquingue mais importante na Irlanda era Dublim, que ficava na borda norte-oriental de Leinster. Comparado a isto, os reis do norte e oeste da Irlanda não tinham acesso fácil às cidades, enquanto que os do sul, em Munster, tinham acesso a duas cidades, Cork no litoral sul e Limerick na costa oeste.

## Niall mac Eochada
Ele fez uma aliança com Niall mac Eochada, rei de Ulaid, que ajudou a colocar pressão do norte e do sul sobre os reinos de Mide, Brega e Dublin - governados pelo Grande Rei.
Esta aliança deu generosos frutos com relação ao Grande Rei, que até então tinha Dublin como um reino vassalo, não foi capaz de impedi-lo escorregar para as mãos de Diarmait.

## O homem que seria o Grande Rei
Com o tempo ele foi capaz de reivindicar o título de "Rei de Leinster" e nomeou seu filho, Murchad, como Rei de Dublin. Deste modo, governante de duas das mais ricas e poderosas cidades da ilha, foi capaz de candidatar-se para o posto de Grande Rei. Foi durante uma batalha contra o rei de Mide, Conchobar Ua Maelsechalinn, que ele foi morto, perto de Navan, condado de Meath, em 7 de fevereiro de 1072.

## Os filhos de Harold
Os filhos sobreviventes do rei Harold Godwinson da Inglaterra fugiram para Leinster após a batalha de Hastings em 1066, onde foram hospedados por Diarmait. Em 1068 e 1069 Diarmait emprestou-lhes a frota de Dublin para suas tentativas de invasões da Inglaterra.

## A morte de Murchad e Diarmait
Ele é também famoso como ancestral de Diarmait Mac Murchada.